# Bijni
Bijni è una suddivisione dell'India, classificata come town committee, di 12.607 abitanti, situata nel distretto di Bongaigaon, nello stato federato dell'Assam. In base al numero di abitanti la città rientra nella classe IV (da 10.000 a 19.999 persone).

## Geografia fisica
La città è situata a 26° 31' 0 N e 90° 40' 0 E e ha un'altitudine di 52 m s.l.m..

## Società

### Evoluzione demografica
Al censimento del 2001 la popolazione di Bijni assommava a 12.607 persone, delle quali 6.589 maschi e 6.018 femmine. I bambini di età inferiore o uguale ai sei anni assommavano a 1.335, dei quali 679 maschi e 656 femmine. Infine, coloro che erano in grado di saper almeno leggere e scrivere erano 9.906, dei quali 5.531 maschi e 4.375 femmine.